# Política de Bahamas

Países con los que Bahamas mantiene relaciones diplomáticas.

Bahamas, está gobernada por una monarquía constitucional. Es una nación miembro de la Mancomunidad Británica de Naciones. El monarca británico es el jefe de Estado y es representado por el gobernador general, al que designa, a propuesta del primer ministro. 
El poder ejecutivo es ejercido por el gabinete, a cuya cabeza se encuentra el primer ministro, figura que aparece en 1955 con las elecciones parlamentarias en el archipiélago. 
El poder legislativo recae en un sistema de Parlamento bicameral. Está compuesto por dieciséis miembros del Senado (nombrados por el gobernador general) y cuarenta miembros de la Cámara de Representantes, electos directamente por la población.
El Consejo Privado del Comité Judicial de Su Majestad es la más alta corte en Las Bahamas; le sigue la Corte de Apelaciones, la Corte Suprema con doce jueces y las Cortes de Magistrados sus tres poderes ejecutivos son: Legislativo, ejecutivo y judicial.

## Partidos Políticos
- Partido Liberal Progresista (Progressive Liberal Party - PLP)
- Movimiento Nacional Libre (Free National Movement - FNM)
- Alianza Democrática Nacional (Democratic National Alliance - DNA)

## Listado de gobernantes de Bahamas

### Jefes de Estado
- S. M. Guillermo III de Inglaterra, príncipe de Orange (Dinastía de Estuardo, 1689-1702)
- S. M. Ana I de Gran Bretaña (Dinastía de Estuardo, 1702-1714)
- S. M. Jorge I de Gran Bretaña (Dinastía de Hanover, 1714-1727)
- S. M. Jorge II de Gran Bretaña (Dinastía de Hanover, 1727-1760)
- S. M. Jorge III del Reino Unido (Dinastía de Hanover, 1760-1820)
- S. M. Jorge IV del Reino Unido (Dinastía de Hanover, 1820-1830)
- S. M. Guillermo IV del Reino Unido (Dinastía de Hanover, 1830-1837)
- S. M. Victoria del Reino Unido (Dinastía de Hanover, 1837-1901)
- S. M. Eduardo VII del Reino Unido (Dinastía de Sajonia-Coburgo-Gotha, 1901-1910)
- S. M. Jorge V del Reino Unido (Dinastía Windsor, 1910-1936)
- S. M. Eduardo VIII del Reino Unido (Dinastía Windsor, 1936)
- S. M. Jorge VI del Reino Unido (Dinastía Windsor, 1936-1952)
- S. M. Isabel II del Reino Unido (Dinastía Windsor, 1952-2022)
- S. M. Carlos III del Reino Unido (Dinastía Windsor, 2022-actualidad)

### Representantes del jefe de Estado
Gobernadores británicos
- Nicholas Webb (1697-1700)
- Elias Haskett (1700-1701)
- Ellis Lightfood (1701-1705)
- Edward Birch (1706)
- Thomas Walker (1706)

Gobierno de Piratas
- Thomas Barrow (1706-1710)
- Benjamin Hornigold (1710-1715)
- Edward Teach "Blackbeard" (1715-1718)

Gobernadores británicos
- Woodes Rogers (1718-1721)
- George Phenney (1721-1728)
- Woodes Rogers (1728-1732)
- Richard Thompson (1732-1733)
- Richard Fitzwilliams (1733-1740)
- John Tinker (1740-1758)
- John Gambier (1758-1760)
- William Shirley (1760-1768)
- Thomas Shirley (1768-1774)
- Montfort Browne (1774-1776)
- Breve Ocupación Norteamericana: Cmdte. Samuel Nicholas (1776)
- John Gambier (1776-1778)
- Montfort Browne (1778-1779)
- John Robert Maxwell (1779-1784)
- Breve Ocupación Española: Cmdte. Bernardo de Gálvez (1782-1783)
- James Edward Powell (1783-1786)
- John Brown (1786-1787)
- John Murray Earl of Dunmore (1787-1796)
- Robert Hunt (1796-1797)
- John Forbes (1797)
- William Dowdeswell (1797-1801)
- John Halkett (1801-1804)
- Charles Cameron (1804-1820)
- Lewis Grant (1821-1829)
- James Carmichael Smyth (1829-1833)
- Blayney Townley Balfour (1833-1835)
- William MacBean George Colebrooke (1835-1837)
- Francis Cockburne (1837-1844)
- George Benvenuto Mathew (1844-1849)
- John Gregory (1849-1854)
- Sir Alexander Bannerman (1854-1857)
- Charles John Bayley (1857-1864)
- Rawson William Rawson (1864-1869)
- Sir James Walker (1869-1871)
- George Cumine Strahan (1871-1873)
- Sir John Pope Hennessy (1873-1874)
- William Robinson (1874-1880)
- Jeremiah Thomas Fitzgerald Callaghan (1880-1881)
- Charles Cameron Lees (1881-1884)
- Sir Henry Arthur Blake (1884-1887)
- Sir Ambrose Shea (1887-1895)
- Sir William Frederick Haynes Smith (1895-1898)
- Sir Gilbert Thomas Carte (1898-1904)
- Sir William Grey-Wilson (1904-1912)
- Sir George Basil Haddon-Smith (1912-1914)
- Sir William Lamond Allardyce (1914-1920)
- Sir Harry Edward Spiller Cordeaux (1920-1926)
- Charles William James Orr (1926-1932)
- Bede Edmund Hugh Clifford (1932-1934)
- Charles Cecil Farquharson Dundas (1934-1940)
- Príncipe Edward, Duque de Windsord (1940-1945)
- William Lindsay Murphy (1945-1950)
- Sir George Ritchie (1950)
- Robert Arthur Ross Neville (1950-1953)
- Thomas David Knox (1953-1956)
- Sir Oswald Raynor Arthur (1957-1960)
- Sir Robert Stapledon de Stapledon (1960-1964)
- Sir Ralph Francis Alnwick Grey (1964-1968)
- Sir Francis Edward Hovell-Thurlow-Cumming-Bruce (1968-1972)
- Sir John Warburton Paul (1972-1973)

Gobernadores generales
- Sir John Warburton Paul (1973)
- Sir Milo B. Butler (1973-1979)
- Sir Gerald Cash (1979-1986)
- Sir Henry Taylor (1986-1992)
- Sir Clifford Darling (1992-1995)
- Sir Orville Alton Turnquest (1995-2001)
- Dama Ivy Dumont (2001-2005)
- Sir Paul Adderley (2005-2006)
- Sir Arthur Dion Hanna (2006-2010)
- Sir Arthur Foulkes (2010-2014)
- Dama Marguerite Pindling (2014-2019)
- Cornelius A. Smith (2019-2023)
- Cynthia A. Pratt (2023-presente)

## Jefes de Gobierno
Primeros ministros
- Roland T. Symonette (Partido Unido Bahameño, 1955-1967)
- Lynden O. Pindling (Partido Liberal Progresista, 1967-1992)
- Hubert Ingraham (Movimiento de Libertad Nacional, 1992-2002)
- Perry Christie (Partido Liberal Progresista, 2002-2007)
- Cynthia Pratt (Partido Liberal Progresista, en representación de Christie, 2005)
- Hubert Ingraham (Movimiento de Libertad Nacional, 2007-2012)
- Perry Christie (Partido Liberal Progresista, 2012-2017)
- Hubert Minnis (Movimiento de Libertad Nacional, 2017-2021)
- Philip Davis (Partido Liberal Progresista, 2021-Presente)